# الرباط الأعلى (مناخة)

تعديل مصدري - تعديل

الرباط الأعلى هي إحدى قرى عزلة متوح بمديرية مناخة التابعة لمحافظة صنعاء، بلغ تعداد سكانها 216 نسمة حسب تعداد اليمن لعام 2004.